# Frontopsylla setigera
Frontopsylla setigera är en loppart som beskrevs av Smit 1964. Frontopsylla setigera ingår i släktet Frontopsylla och familjen smågnagarloppor. Inga underarter finns listade i Catalogue of Life.